# Michael Lang (Politiker)
Michael Lang (* 10. September 1965 in Mössingen) ist seit 2001 Oberbürgermeister der Stadt Wangen im Allgäu.

## Leben
Nach dem Abitur 1985 in Mössingen absolvierte Lang ein Studium an der Hochschule für öffentliche Verwaltung und Finanzen in Ludwigsburg und wurde Diplom-Verwaltungswirt (FH). Anschließend war er ein Jahr bei der Stadtverwaltung Mössingen beschäftigt und studierte dann Rechtswissenschaften an der Universität Tübingen. Er ist Volljurist. 
Von 1997 bis 1999 war er Amtsleiter des Baurechtsamts des Landkreises Göppingen, bis 2000 Referent im baden-württembergischen Innenministerium und dann persönlicher Referent des Regierungspräsidenten des Regierungsbezirks Tübingen Hubert Wicker. 2001 wurde der parteilose Lang als Nachfolger Jörg Leists zum Oberbürgermeister von Wangen im Allgäu gewählt, 2009 und 2017 wiedergewählt.